# 永翔級砲艦
| 永翔級砲艦         | 永翔級砲艦 |
| ------------------ | --- |
| 中山と改名後の永豊 | |
| 艦級概観           | |
| 艦種               | 砲艦 |
| 艦名               | |
| 前級               | 楚秦級 |
| 次級               | 永建級 |
| 性能諸元           | |
| 排水量             | 常備：780トン 満載：-トン                                                                                              |
| 全長               | 65.837m |
| 全幅               | 8.8m |
| 吃水               | 3.048m |
| 機関               | 形式不明石炭専焼水管缶2基 +直立型二段膨張式三気筒レシプロ機関2基2軸推進                                                |
| 最大 出力          | 1,350hp |
| 最大 速力          | 13.5ノット |
| 航続 距離          | -ノット/-海里 |
| 燃料               | 石炭：190トン |
| 乗員               | 軍官：19名 士官・兵員：121名                                                                                           |
| 兵装               | アームストロング 10.2cm（50口径）単装速射砲1基 オチキス 4.7cm（43口径）単装機砲4基 オチキス 3.7cm（43口径）単装機砲2基 |
| 装甲               | 甲板：25mm（主甲板）                                                                                                   |

永翔級砲艦（えいしょうきゅうほうかん、中国語: 永翔級炮艦）は、かつて中華民国海軍が保有した砲艦の艦級の一つ。前級に引き続き日本に発注された。1910年に発注がなされたが、辛亥革命により清朝が倒された為、中華民国に引き渡された。

## 同型艦
- 永翔（Yung Hsiang）
  - 1912年3月30日 川崎造船所神戸造船所にて進水。
  - 1913年1月7日 竣工。
  - 1937年12月18日 青島で自沈するが、後に日本により浮揚。
  - 1940年12月13日 大日本帝国海軍より南京国民政府海軍部へ譲渡。
  - 1942年 南京国民政府海軍練習艦“海祥”として再就役。
  - 終戦。中華民国へ返還、艦名を“永翔”に復す。
  - 1959年頃 除籍後に解体処分。

- 永豊（Yung Feng）
  - 1910年 三菱造船長崎造船所にて起工。
  - 1912年 進水。
  - 1913年1月9日 竣工。
  - 1925年4月13日 “中山”と改名
  - 1926年3月18日 中山艦事件発生
  - 1938年10月24日 武漢攻略戦の際、爆撃により撃沈される。
  - 1997年1月20日 浮揚、修理後に記念艦。